# جيمي كولينز (لاعب كرة قدم مواليد 1937)
جيمي كولينز (بالإنجليزية: Jimmy Collins)‏ هو لاعب كرة قدم بريطاني في مركز جناح ‏، ولد في 21 ديسمبر 1937 في Sorn, East Ayrshire ‏ في المملكة المتحدة، وتوفي في 25 يوليو 2018 في شوريهام في المملكة المتحدة. لعب مع برايتون أند هوف ألبيون وتوتنهام هوتسبير ونادي ويمبلدون.